# Côtes du Roussillon-Villages
Das Weinbaugebiet Côtes du Roussillon-Villages erstreckt sich über den nördlichen Teil des Départements Pyrénées-Orientales innerhalb der Weinbauregion Roussillon und liegt damit nördlich der Stadt Perpignan. Die Weinberge umfassen 2.571 Hektar Rebfläche in 32 Gemeinden. Das Gebiet verfügt seit dem 28. März 1977 über den Status einer Appellation d’Origine Contrôlée (kurz AOC). Im Süden grenzt das Gebiet an die Appellation Côtes du Roussillon. Im Norden schließen die zum Languedoc gehörenden Appellationen Corbières und Fitou an. Die Weinberge befinden sich in der Regel in Hanglagen entlang der Flüsse Agly, Verdouble und Maury. Hergestellt werden ausschließlich Rotweine.
Vier Gemeinden dürfen dort ihren Namen in der Form Côtes du Roussillon Villages Caramany, Côtes du Roussillon Villages Latour de France, Côtes du Roussillon Villages Lesquerde sowie Côtes du Roussillon Villages Tautavel auf dem Etikett vermerken und genießen somit den Sonderstatus einer kommunalen Appellation.
Generell ist eine Erntebeschränkung auf 45 Hektoliter/Hektar vorgeschrieben. Das langjährige Mittel liegt jedoch bei niedrigen 38 Hektoliter/Hektar.

## Rotwein
Rotweine müssen aus zumindest drei Rebsorten, darunter zwei Hauptsorten verschnitten werden (→ Cuvée). Als Hauptsorten gelten Carignan (seit 1993 beträgt sein Anteil maximal 60 %), Grenache und Lledoner Pelut. Als Nebensorten gelten Syrah sowie Mourvèdre. Der gemeinsame Anteil der Sorten Syrah und Mourvèdre beträgt mindestens 30 %.
Seit dem Jahr 2002 sind die Sorten Cinsault und die weiße Macabeo nicht mehr zugelassen.
Das erzeugte Spektrum der Weine ist breit und reicht von fruchtigen Weinen, die jung getrunken werden müssen, bis zu sehr hochwertigen Spitzenweinen, die im Barrique ausgebaut werden und über eine gute Lagerfähigkeit verfügen.
Der Mindestalkoholgehalt liegt bei 12,0 Vol.-%.

## Zugelassene Gemeinden
Ansignan, Baho, Baixas, Bélesta, Calce, Caramany, Cases-de-Pène, Cassagnes, Corneilla-la-Rivière, Espira-de-l’Agly, Estagel, Lansac, Latour-de-France, Lesquerde, Maury, Millas (jedoch nur die nördlich des Flusses Têt gelegenen Parzellen), Montalba-le-Château, Montner, Opoul, Perpignan (jedoch nur die nördlich des Flusses Têt gelegenen Parzellen), Peyrestortes, Pézilla-la-Rivière, Planèzes, Rasiguères, Rivesaltes, Saint-Arnac, Saint-Estève, Saint-Paul-de-Fenouillet, Salses, Tautavel, Villeneuve-la-Rivière, Vingrau.